# Topola (województwo lubelskie)
Topola – wieś w Polsce położona w województwie lubelskim, w powiecie krasnostawskim, w gminie Izbica.
W latach 1975–1998 miejscowość znajdowała się w obrębie województwa zamojskiego.
Wieś stanowi sołectwo gminy Izbica. Według Narodowego Spisu Powszechnego (III 2011 r.) wieś liczyła 137 mieszkańców.
Wierni Kościoła rzymskokatolickiego należą do parafii św. Kajetana w Orłowie Murowanym.

## Położenie

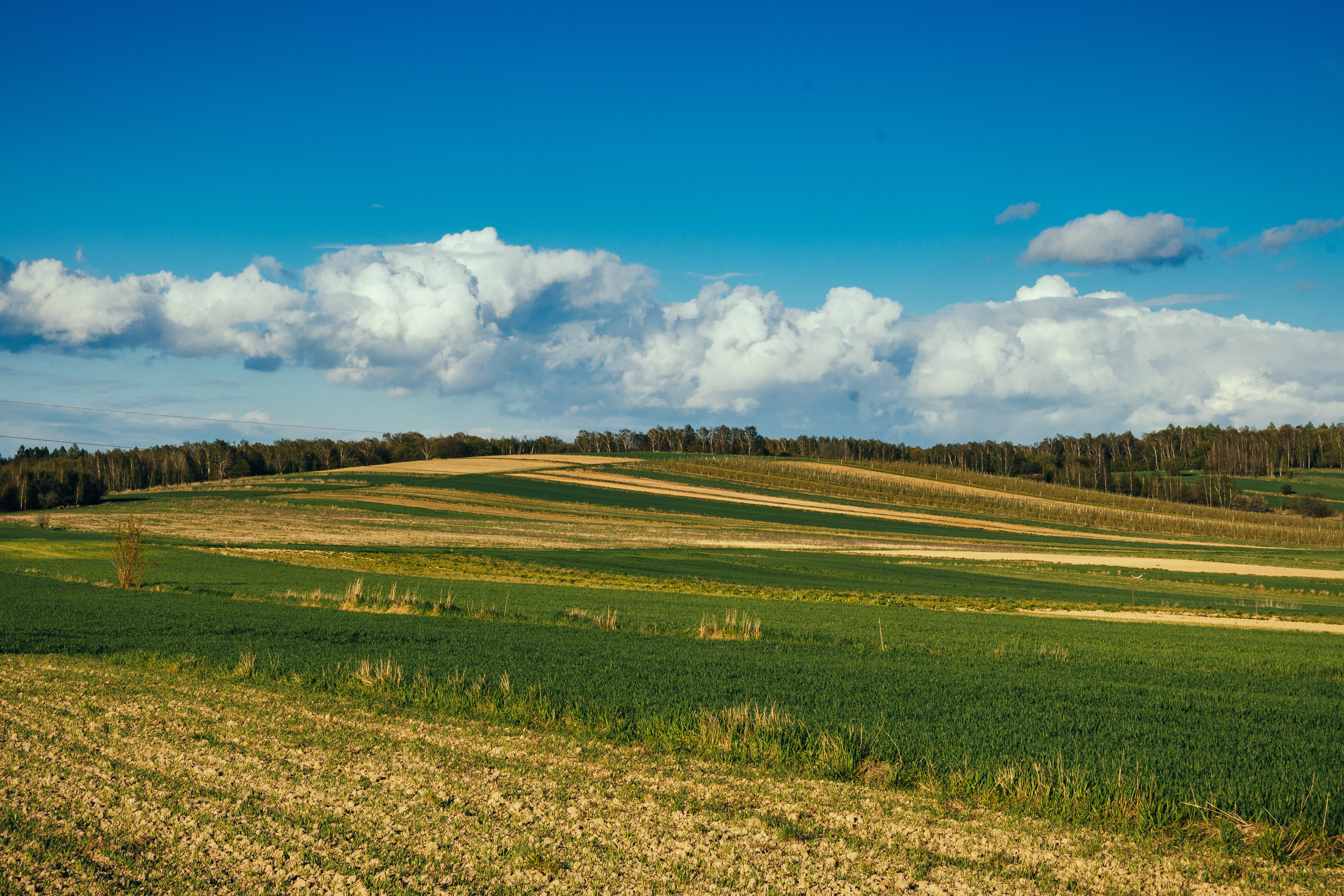
Niewielkie wzgórza w Topoli. W tle Las Orłowski.

Topola jest położona nad rzeką Wolica, na terenie bioregionu Działów Grabowieckich oraz Skierbieszowskiego Parku Krajobrazowego. Przez miejscowość przebiega także niebieski szlak turystyczny im. Tadeusza Kościuszki, a okolicę przepełniają atrakcyjne szlaki rowerowe.
Odległości do najbliższych miast:
- Lublin – 65 km
- Krasnystaw - 11 km
- Zamość – 26 km
- Chełm – 40 km

Miejscowość znajduje się nieopodal drogi krajowej nr 17, która jest częścią międzynarodowej drogi E372, a także przystanku kolejowego Wólka Orłowska.

## Historia
Początkowo Topola wchodziła w skład dóbr Orłów. W 1827 r. wieś liczyła 12 domostw i 85 mieszkańców, a w 1892 r. 38 domostw i 319 mieszkańców, w tym kilku pochodzenia żydowskiego. W tamtym czasie, miejscowość zajmowała obszar 243 morgów (według innych danych 270 mr.) i podlegała pod parafię Krasnystaw.

## Szlaki turystyczne
Szlak Tadeusza Kościuszki

## OSP
We wsi znajduje się jednostka Ochotniczej Straży Pożarnej, która w 2018 roku obchodziła 90. jubileusz powstania. Budynek strażnicy został oddany do użytku w 1960 roku.